# دیپلماسی قرض-تله

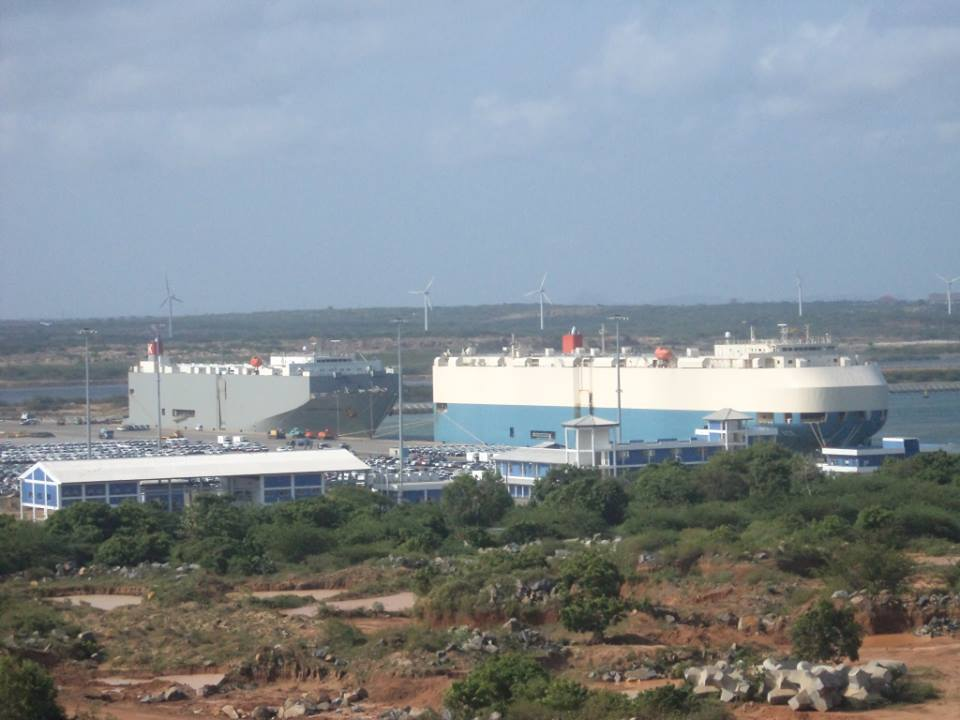
بندر هامبانتوتا در سریلانکا از سوی منتقدان نمونه موردی وام تله خوانده می‌شود: دولت چین به سریلانکا وام داد تا این بندر را توسط پیمانکاران چینی توسعه دهد، سریلانکا در بازپرداخت اقساط وام ناموفق بود و چین این بندر را به جای اقساط وام به مدت ۹۹ سال اجاره کرد

سیاست قرض-تله یا وام-تله گونه‌ای از رفتار سیاسی در روابط دو جانبه میان کشورها است که در آن کشور وام‌دهنده با قصد منفی به کشور دیگر وام می‌دهد. کشور وام‌دهنده از عمد به کشور وام‌گیرنده وام‌های فراوانی می‌دهد با این هدف که پس از ناتوانی کشور وام‌گیرنده در بازپرداخت وام‌ها از سوی کشور وام‌دهنده امتیازات سیاسی و اقتصادی مورد نظرش را استخراج کند. شرایط وام‌ها معمولاً به اطلاع عموم نمی‌رسند و پول وام داده شده بیشتر برای پرداخت به پیمان‌کارهای خود کشور وام دهنده استفاده می‌شود. هر چند این اصطلاح برای وام دادن‌های کشورهای بسیاری و حتی صندوق بین‌المللی پول استفاده شده‌است اما اکنون این عمل بیشتر با وام‌های دولت جمهوری خلق چین مربوط می‌شود. توافق‌های دو جانبه چین به ویژه وام کالاهای این کشور به کشورهای در حال توسعه در راستای سیاست یک کمربند یک راه (راه ابریشم جدید) این ارتباط را تقویت کرده‌اند.
اصطلاح «دیپلماسی قرض-تله» توسط دانشگاه برهما چلانی هند در اوایل سال ۲۰۱۷ مطرح شد و در سال‌های اخیر به‌طور گسترده‌ای برای ادعای سیاست‌های وام‌دهی چین مورد استفاده قرار گرفته‌است، هرچند واقعیت ادعاها علیه چین توسط نهادهای دانشگاهی متعددی از جمله گروه رودیم مورد انتقاد قرار گرفته‌است. چتم هاوس و دانشگاه پرینستون، که اظهار داشته‌اند که روایت دیپلماسی تله بدهی در زمینه سرمایه‌گذاری‌های چین درست نیست.

## تعریف
این اصطلاح نخستین مرتبه توسط براهما چلانی برای تعریف وام‌هایی استفاده شد که چین به کشورهای فقیر می‌دهد. شرایط بازپرداخت این وام‌ها بسیار سخت هستند و پس از ناتوانی کشورهای وام گیرنده در بازپرداخت وام‌ها چین این کشورها را مجبور می‌کند که دارایی‌ها و امتیازات استراتژیک‌شان را به پکن واگذار کنند. این اصطلاح نخستین بار در ۲۰۱۷ استفاده شد و پس از آن به‌سرعت در میان رسانه‌ها، حلقه‌های اطلاعاتی و دولت‌های غربی مورد استفاده قرار گرفت.

## ویژگی‌های وام‌های چینی
در اواخر ۲۰۱۳ چین پروژه یک کمربند یک راه را راه‌اندازی کرد. این کشور در راستای این طرح در فاصله سال‌های ۲۰۱۴ تا ۲۰۱۷ به کشورهای خواهان توسعه زیرساخت‌هایشان در مجموع ۱۲۰ میلیارد دلار وام داد. بر اساس بخش‌هایی از قراردادهای چین با این کشورها این زیرساخت‌ها به وسیله خود شرکت‌های چینی ساخته می‌شوند. بیشتر این کشورها پیش از این رابطه اقتصادی خاصی با چین نداشتند و این وام‌ها موقعیت‌های کاری فراوانی برای شرکت‌های چینی فراهم کرد. معمولاً شرایط این وام‌ها مبهم و نامشخص هستند و نحوه بازپرداخت آن‌ها به گونه‌ای است که نارضایتی کشور وام گیرنده را به همراه دارد و در دراز مدت برای کشور وام‌گیرنده تنها بدهی به همراه می‌آورد.

## در آسیا

### ایران
ایران در بهار ۲۰۲۰ با چین برنامه همکاری به امضا رساند که طی چینی‌های در بازه زمانی ۲۵ ساله‌ای معادل ۲۸۰ تا ۴۰۰ میلیارد دلار در صنعت نفت ایران، شرکت ملی صادرات گاز ایران، شرکت ملی صنایع پتروشیمی ایران، زیرساخت‌های ایران و همکاری امنیتی و فرهنگی و قضایی ایران سرمایه‌گذاری می‌کنند. این مذاکرات ابتدا به شکل محرمانه‌ای میان دو کشور انجام شدند و سپس در رسانه‌های بین‌المللی و در ادامه در رسانه‌های ایرانی جزئیات و بخش‌های از قرارداد منتشر شد. از سوی منتقدین این برنامه، این برنامه نمونه‌ای دیگر از دیپلماسی تله بدهی چین خوانده شد و هدف چین نه کمک به ایران در توسعه زیرساخت‌هایش بلکه توسعه قدرت چین در منطقه و دستیابی چین به اهداف سیاسی و اقتصادی‌اش خوانده شد و چین ایران را به دید یک مشتری می‌بیند نه به دید یک همکار.

### پاکستان
پاکستان در ۲۰۱۵ با چین طرحی به نام دالان اقتصادی پاکستان–چین را به امضا رساند. این طرح ارزشی معادل ۶۲ میلیارد دلار دارد و شامل بخش‌های همچون ساخت شبکه‌های ترابری مدرن، ساخت نیروگاه‌های انرژی و ایجاد مناطق ویژهٔ اقتصادی است. اما هزینه بالای برق برای شهروندان پاکستانی باعث شد تا دولت پاکستان کمیته‌ای را به ریاست عمران خان نخست‌وزیر این کشور شکل دهد تا دلایل این امر را بررسی کند. با بررسی‌های این کمیته مشخص شد شرکت‌های چینی درگیر در ساخت نیروگاه‌های برق هزینه‌های تولید را به‌طور ساختگی افزایش می‌دهند. در ۲۶ ژوئن ۲۰۲۰ دولت پاکستان خواستار مذاکره مجدد در مورد شرایط بازپرداخت وام‌های چینی شد و شرکت‌های چینی را متهم به ایجاد ساختگی تورم در هزینه‌های طرح‌ها کرد.
در بلوچستان پاکستان شهروندان چینی برای کار در پروژه‌های طرح دالان اقتصادی مهاجرت گسترده‌ای داشتند. بر اساس گزارش منتشر شده توسط فدراسیون اتاق‌های بازرگانی و صنعت پاکستان در دسامبر ۲۰۱۶، اگر مهاجرت شهروندان چینی با همین نرخ ادامه یابد در ۲۰۴۸ شمار چینی‌ها از بلوچ‌ها در بلوچستان پاکستان بیشتر می‌شود.

### بنگلادش
بنگلادش و چین قراردادهایی برای توسعه زیرساخت‌های بنگلادش به ارزش ۳٫۶ میلیارد دلار در ۲۰۱۸ امضا کردند. این قراردادها از همان نخست نگرانی‌هایی را از سوی بنگلادشی‌ها به همراه داشت. بنگلادش مدتی بعد بخش‌هایی از این قراردادها همچون قرارداد ساخت نیروگاه‌های برق را به دلایلی همچون فساد شرکت‌های چینی، هزینه‌های بالای ساخت و نگرانی‌های محیط زیستی لغو کرد.

### سریلانکا
منتقدان وام‌هایی که توسط بانک اکزیم چین به دولت سریلانکا برای ساخت بندر ماگامپورا ماهیندا راجاپاکسا اعطا شده را نمونه موردی دیپلماسی وام تله نامیده‌اند. ارزش این قرارداد ۳۶۱ میلیون دلار بود که ۸۵٪ آن توسط بانک اکزیم چین با نرخ سود سالیانه ۶٫۳٪ تأمین شد. شرکت‌های دولتی چینی سینوهایدرو و شرکت مهندسی بندر چین به وسیله دولت سریلانکا به کار گرفته شدند تا بندر ماگامپورا را بسازند. دولت سریلانکا در بازپرداخت این وام ناموفق بود و به همین دلیل طی یک قرارداد اجاره ۹۹ ساله این بندر به شرکت دولتی چینی چاینا مرچنس واگذار شد.

## در آفریقا
| سال  | میلیارد دلار |
| ---- | ------------ |
| ۲۰۰۵ | ۲            |
| ۲۰۰۶ | ۵            |
| ۲۰۰۷ | ۶            |
| ۲۰۰۸ | ۴            |
| ۲۰۰۹ | ۶            |
| ۲۰۱۰ | ۷            |
| ۲۰۱۱ | ۱۰           |
| ۲۰۱۲ | ۱۳           |
| ۲۰۱۳ | ۱۸           |
| ۲۰۱۴ | ۱۵           |
| ۲۰۱۵ | ۱۳           |
| ۲۰۱۶ | ۳۰           |

چین شریک اقتصادی بسیاری از کشورهای آفریقایی شده که این امر باعث تأثیرگذاری شدید چین بر جنبه‌های فراوانی از روابط بین‌المللی قاره آفریقا شده‌است. این تأثیرگذاری به حدی رسیده که در رسانه‌ها از حضور چین در آفریقا با عنوان امپریالیسم چین در آفریقا یاد می‌شود.

### تانزانیا
در زمان ریاست جمهوری جاکایا کی‌کوته تانزانیا یک قرارداد ۱۰ میلیارد دلاری با چین بست تا شرکت‌های چینی بندر ام‌بگانی کریک در باگامویو را بسازند. در آوریل ۲۰۲۰، جان ماگوفولی، رئیس‌جمهور جدید تانزانیا این قرارداد را لغو کرد و گفت «تنها یک آدم مست می‌تواند چنین شرایطی را بپذیرد». از جمله‌بندهای این قرارداد این بود که شرکت‌های چینی از پرداخت مالیات و هزینه‌های جاری معاف بودند. بر اساس شرایط این وام چینی‌ها به عنوان گارانتی وام باید به مدت ۳۰ سال این بندر را در اختیار خود می‌داشتند و دولت تانزانیا حق پرسش در مورد نحوه استفاده چینی‌ها از این بندر در این مدت را نداشت.

### جیبوتی
جیبوتی از چین وام گرفت تا بنادر استراتژیک خود را توسعه دهد. بدهی‌های جیبوتی به چین در مجموع ۷۷٪ از کل بدهی خارجی این کشور را شامل می‌شود که خود معادل ۸۰ درصد تولید ناخالص داخلی جیبوتی است. در ۲۰۱۷ نخستین پایگاه نظامی چین در خارج از مرزهای این کشور در جیبوتی به راه افتاد.

### کنیا
در فاصله ۲۰۰۶ تا ۲۰۱۷ کنیا از چین در مجموع ۹٫۸ میلیارد دلار وام گرفت. بدهی به چین در مجموع ۷۲٪ از کل بدهی خارجی کنیا را شامل می‌شود. چین تا ۲۰۲۰ بودجه گسترده‌ای معادل ۶٫۵ میلیارد دلار در اختیار کنیا گذاشت تا ریل استاندارد مومباسا–نایروبی را تکمیل کند. در ۲۳ ژوئن ۲۰۲۰ دادگاه استیناف در کنیا یک وام ۳٫۲ میلیارد دلاری از چین برای ساخت خط‌های راه‌آهن در کنیا توسط شرکت‌های چینی را غیرقانونی اعلام کرد.
در دسامبر ۲۰۱۸ دولت کنیا تا آستانه اعلام ناتوانی در بازپرداخت اقساط وام‌های چین برای ساخت بندر مومباسا پیش رفت. این عمل می‌توانست باعث شود تا کنیا کنترل این بندر را به چین واگذار کند. به دنبال این اتفاق در رسانه‌های کنیایی این سؤال مطرح شد که آیا وام گرفتن از چین در ازای از دست رفتن حاکمیت ملی کنیا بر سرزمینش ارزشش را دارد و آیا کنیا به موردی دیگر همچون سریلانکا تبدیل می‌شود یا نه؟

### زامبیا
از مجموع ۸٫۷ میلیون دلار بدهی خارجی زامبیا ۷٫۴ میلیون دلار آن به چین است که با در نظر گرفتن اقتصاد کوچک این کشور آفریقایی این بدهی مبلغ بسیار بالایی‌ست. در ۲۰۱۸ بحثی در میان قانون‌گذاران زامبیایی مطرح شد مبنی بر این‌که وام‌های چینی با شرایط بازپرداخت سخت و بی‌ملاحظه حاکمیت ملی این کشور را به خطر می‌اندازد و در سپتامبر همان سال مذاکراتی بین چین و زامبیا انجام شد تا دولت زامبیا کنترل زسکو، شرکت برق دولتی زامبیا، را تماماً به چین واگذار کند.